# Uranobothria
Uranobothria is een geslacht van vlinders uit de familie van de Lycaenidae, de kleine pages, vuurvlinders en blauwtjes. De wetenschappelijke naam en de beschrijving van dit geslacht zijn voor het eerst gepubliceerd in 1927 door Lambertus Johannes Toxopeus.
De soorten van dit geslacht komen voor in Indonesië.

## Soorten
- Uranobothria celebica (Fruhstorfer, 1917)
- Uranobothria tsukadai Eliot & Kawazoé, 1983